# Gmina Przedecz
Die Gmina Przedecz ist eine Stadt-und-Land-Gemeinde im Powiat Kolski der Woiwodschaft Großpolen in Polen. Ihr Sitz ist die gleichnamige Stadt (deutsch Moosburg) mit etwa 1650 Einwohnern.

## Gliederung
Zur Stadt-und-Land-Gemeinde (gmina miejsko-wiejska) Przedecz gehören die Stadt selbst und 21 Dörfer (deutsche Namen bis 1945) mit Schulzenämtern (sołectwa):
- Arkuszewo (1943–1945 Bogen)[2]
- Broniszewo (1943–1945 Wehren)[2]
- Chrustowo (1943–1945 Reisighof)[2]
- Dziewczopólko (1943–1945 Kleindern)[2]
- Dziwie (1943–1945 Wundern)[2]
- Holenderki (1943–1945 Holand)[2]
- Jasieniec (1943–1945 Jaschnitz)[2]
- Józefowo
- Katarzyna (1943–1945 Mooshof)[2]
- Kłokoczyn (1943–1945 Glocken)[2]
- Lipiny (1943–1945 Lindenau)[2]
- Łączewna (1943–1945 Langfelde)[2]
- Nowa Wieś Wielka (1943–1945 Großneudorf)[2]
- Rogóźno (1943–1945 Roggenau)[2]
- Rybno (1943–1945 Fischdorf)[2]
- Zalesie
- Zbijewo-Kolonia (1943–1945 Schlagen)[2]
- Zbijewo-Parcele A  (Zbijewo, 1943–1945 Spichau)[2]
- Żarowo (1943–1945 Sorau)[2]